# Colección Arqueológica de Serifos
La Colección Arqueológica de Serifos es una colección o museo de Grecia ubicada en la isla de Serifos, situada en el archipiélago de las Cícladas. 
Esta colección contiene una serie de hallazgos procedentes de la isla de periodos comprendidos entre los siglos IV a. C. y VII d. C. Entre estos se encuentran ánforas, inscripciones, esculturas y estelas funerarias. Además, el patio del museo contiene elementos arquitectónicos del Kastro de Jora y de la Torre Blanca.
|                                                          |
| Piezas de cerámica de los periodos helenístico y romano. |

|                  |
| Patio del museo. |

|                                           |
| Estela funeraria del periodo helenístico. |

|                                      |
| Inscripción del periodo helenístico. |